# Jiřetínský potok
Jiřetínský potok je vodní tok v Krušných horách v okrese Most. Potok je dlouhý asi 7 km, ale původně byla jeho délka 9,5 km, plocha povodí měřila 26,4 km² a průměrný průtok v ústí byl 0,43 m³/s. Ústil do Bíliny. Spravuje ho státní podnik Povodí Ohře.
Potok pramení v Mikulovicích v nadmořské výšce kolem 700 m n. m. Stéká směrem na východ do Mariánského Údolí, nad kterým se obrací k jihovýchodu. Cestou přijímá z obou stran několik drobných bezejmenných přítoků. V Mariánském Údolí se koryto na několik set metrů rozdvojuje a znovu spojené pokračuje do Horního Jiřetína, kde zprava přijímá nejprve přeložku Šramnického a Černického potoka a o 250 m dále se také zprava vlévá do umělého koryta Loupnice.